# Palacio de los condes de Egaña
El Palacio de los condes de Egaña es una casa palacio situada en el número 29 de la calle de Génova de Madrid (España). El edificio fue proyectado en 1879 por el arquitecto Ricardo Rodrigo —autor de dos inmuebles idénticos en la calle de Argensola, números 20 y 22—. Es un palacio eminentemente urbano situado entre medianerías. Se encuentra entre un edificio de oficinas en el número 27 y las Torres de Colón.
Fue la sede del Tribunal Económico Administrativo Central pero actualmente está en desuso.
El arquitecto Diego Méndez, encargado de la conservación de la conservación del Palacio de Villamejor proyectó un pabellón que debía adosarse en el lado sur tomando parte del jardín del palacio Egaña, para ensanchar la biblioteca y el archivo, pero no llegó a efectuarse.
En 2017 se licitó un proyecto de rehabilitación por importe de 160 000 euros.